# Iranocypris typhlops
Iranocypris typhlops là một loài cá vây tia thuộc họ Cyprinidae, là loài duy nhất thuộc chi đơn loài Iranocypris. Đây là loài đặc hữu của Iran.